# 耶律馬哥
耶律马哥（?—?），字讹特懒。耶律休哥之孙，辽朝官员。耶律休哥二子：耶律高八，官至节度使；耶律高十，官至于越。
辽兴宗时，以散职入朝，兴宗问他信佛与否。他回答：“臣每天早晨诵太祖、太宗及先祖的遗训，没有时间信佛。”兴宗很高兴。辽道宗清宁年间，任唐古部节度使。咸雍年间，官至匡义军节度使。大康初年，致仕後，去世。